# Західний берег річки Йордан
32°00′ пн. ш. 35°21′ сх. д. / 32° пн. ш. 35.35° сх. д.
Західний берег Йордану (араб. الضِّفَّة الْغَرْبِيَّة; івр. הַגָּדָה הַמַּעֲרָבִית) — це територія біля узбережжя Середземного моря в регіоні Леванту в Західній Азії, що становить основну частину палестинських територій. Межує з Йорданією та Мертвим морем на сході, а також з Ізраїлем (див. статтю про Зелену лінію) на півдні, заході та півночі. Регіон перебуває під ізраїльською військовою окупацією з часів арабо-ізраїльської війни 1967 року. Після підписання Угоди «Осло-2» (див. також: Угоди в Осло) у 1995 році територія Палестинської автономії була розділена на 165 палестинських анклавів, які перебувають під повним або частковим цивільним управлінням Палестинської національної адміністрації (ПНА), і прилеглу територію, на якій розташовані 230 ізраїльських поселень, на які «поширюється» ізраїльське законодавство. Західний берег включає Східний Єрусалим. Ізраїль управляє Західним берегом, за винятком Східного Єрусалиму, як районом Юдеї та Самарії через Ізраїльську цивільну адміністрацію.
Спочатку вона виникла як окупована Йорданією територія після арабсько-ізраїльської війни 1948 року, а потім була повністю анексована Йорданією в 1950 році, і отримала свою назву за місцем розташування на західному березі річки Йордан. Територія залишалася під владою Йорданії до 1967 року, коли її захопив і окупував Ізраїль під час Шестиденної війни.
Угодами в Осло, підписаними між Організацією визволення Палестини та Ізраїлем, було створено адміністративні райони з різним рівнем палестинської автономії в конкретних областях: Зона А, яка управляється виключно ПНА; Зона В, яка управляється як ПНА, так і Ізраїлем; і Зона С, яка управляється виключно Ізраїлем. Зона С займає понад 60 % території Західного берега річки Йордан.
Західний берег, включаючи Східний Єрусалим, має площу 5 640 км² плюс акваторію площею 220 км², що складається з північно-західної чверті Мертвого моря. За оцінками, на ньому проживає 2 747 943 палестинців, і понад 670 000 ізраїльських поселенців живуть на Західному березі, з яких приблизно 220 000 живуть у Східному Єрусалимі. Міжнародне співтовариство вважає ізраїльські поселення на Західному березі і в Східному Єрусалимі незаконними згідно з міжнародним правом, хоча Ізраїль оскаржує це. Консультативне рішення Міжнародного суду ООН від 2004 року дійшло висновку, що події, які відбулися після захоплення Ізраїлем Західного берега в 1967 році, включаючи Закон про Єрусалим, мирний договір між Ізраїлем і Йорданією та Угоди в Осло, не змінили статус Західного берега і Східного Єрусалиму як окупованої Ізраїлем території. Поряд із самоврядним сектором Гази, окуповані Ізраїлем Західний берег річки Йордан і Східний Єрусалим визнані Державою Палестина своєю суверенною територією і, таким чином, залишаються гарячою точкою ізраїльсько-палестинського конфлікту.